# Лабаррер
Лабарре́р (фр. Labarrère) — колишній муніципалітет у Франції, у регіоні Окситанія, департамент Жер. Населення — 215 осіб (2011).
Муніципалітет був розташований на відстані близько 570 км на південь від Парижа, 115 км на захід від Тулузи, 50 км на північний захід від Оша.

## Історія
До 2015 року муніципалітет перебував у складі регіону Південь-Піренеї. Від 1 січня 2016 року належав до нового об'єднаного регіону Окситанія.
1 січня 2016 року Лабаррер і Кастельно-д'Озан було об'єднано в новий муніципалітет Кастельно-д'Озан-Лабаррер.

## Демографія
Динаміка населення (INSEE ):
Розподіл населення за віком та статтю (2006):
| Стать | Всього | До 15 років | 15-24 | 25-44 | 45-64 | 65-85 | Понад 85 |
| --- | ------ | ----------- | ----- | ----- | ----- | ----- | -------- |
| Чоловіки | 96     | 16          | 8     | 16    | 24    | 28    | 4        |
| Жінки | 120    | 24          | 8     | 24    | 20    | 44    | 0        |
| \| Статево-вікова піраміда \| Статево-вікова піраміда \| Статево-вікова піраміда \| \| ----------------------- \| ----------------------- \| ----------------------- \| \| Чоловіки \| Вік \| Жінки \| \| 4 \| 85 + \| 0 \| \| 4 \| 80-84 \| 12 \| \| 8 \| 75-79 \| 4 \| \| 16 \| 70-74 \| 24 \| \| 0 \| 65-69 \| 4 \| \| 4 \| 60-64 \| 0 \| \| 16 \| 55-59 \| 4 \| \| 0 \| 50-54 \| 4 \| \| 4 \| 45-49 \| 12 \| \| 0 \| 40-44 \| 8 \| \| 4 \| 35-39 \| 4 \| \| 4 \| 30-34 \| 4 \| \| 8 \| 25-29 \| 8 \| \| 4 \| 20-24 \| 4 \| \| 4 \| 15-20 \| 4 \| \| 4 \| 10-14 \| 16 \| \| 0 \| 5-9 \| 4 \| \| 12 \| 0-4 \| 4 \| |        |             |       |       |       |       |          |
| Статево-вікова піраміда |        |             |       |       |       |       |          |
| Чоловіки | Вік    | Жінки       |       |       |       |       |          |
| 4 | 85 +   | 0           |       |       |       |       |          |
| 4 | 80-84  | 12          |       |       |       |       |          |
| 8 | 75-79  | 4           |       |       |       |       |          |
| 16 | 70-74  | 24          |       |       |       |       |          |
| 0 | 65-69  | 4           |       |       |       |       |          |
| 4 | 60-64  | 0           |       |       |       |       |          |
| 16 | 55-59  | 4           |       |       |       |       |          |
| 0 | 50-54  | 4           |       |       |       |       |          |
| 4 | 45-49  | 12          |       |       |       |       |          |
| 0 | 40-44  | 8           |       |       |       |       |          |
| 4 | 35-39  | 4           |       |       |       |       |          |
| 4 | 30-34  | 4           |       |       |       |       |          |
| 8 | 25-29  | 8           |       |       |       |       |          |
| 4 | 20-24  | 4           |       |       |       |       |          |
| 4 | 15-20  | 4           |       |       |       |       |          |
| 4 | 10-14  | 16          |       |       |       |       |          |
| 0 | 5-9    | 4           |       |       |       |       |          |
| 12 | 0-4    | 4           |       |       |       |       |          |

## Економіка
2010 року серед 121 особи працездатного віку (15—64 років) 70 були активними, 51 — неактивною (показник активності 57,9%, у 1999 році було 71,8%). З 70 активних мешканців працювала 61 особа (33 чоловіки та 28 жінок), безробітними було 9 (5 чоловіків та 4 жінки). Серед 51 неактивної 11 осіб було учнями чи студентами, 25 — пенсіонерами, 15 були неактивними з інших причин.

У 2010 році в муніципалітеті числилось 102 оподатковані домогосподарства, у яких проживали 231,0 особи, медіана доходів виносила 12 981 євро на одного особоспоживача